# Kij (lacrosse)

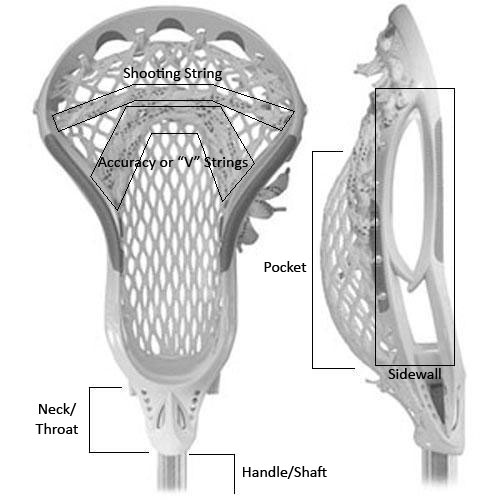
Głowa kija do gry w lacrosse mężczyzn

Kij do gry w lacrosse to przyrząd sportowy w kształcie długiego kija, używany w lacrosse do przemieszczania piłki i uderzania kijów graczy drużyny przeciwnej. Kij zakończony jest siatką o kształcie zbliżonym do trójkąta, z luźnym naciągiem pozwalającym na chwytanie, przenoszenie i rzucanie piłki.

## Kij tradycyjny
Kij tradycyjny zwykle wykonywany był z drewna hikorowego formowanego przez zginanie nad parą wodną. Przez otwory nawiercone w części kija przeznaczonej na kosz przeciągano linkę nylonową utwardzaną żywicą syntetyczną. Pozwalało to na utworzenie ściany bocznej. Siatkę splatano z rzemieni skórzanych przeciągniętych wzdłuż kija, pomiędzy jego górą a miejscem, gdzie rozpoczyna się kosz, oraz nylonowych linek umieszczonych poprzecznie. Luźną siatkę wzmacniano w części górnej dodatkowymi linkami poprzecznymi umożliwiającymi szybki wyrzut piłki.
Kij drewniany używany jest od powstania gry do czasów współczesnych. W wersji halowej często używają go bramkarze, a wśród seniorów także zawodnicy w polu. Kanadyjskie Stowarzyszenie Lacrosse zezwala na używanie kijów drewnianych narzucając takie same wymiary jak kijom współczesnych. Kobiety dość często używają kijów drewnianych w grze na otwartym stadionie.

## Kij współczesny

### Głowa
Głowa to część używana do operowania piłką. Gracze chwytają, rzucają i balansują piłką używając siatki przymocowanej na obwodzie. Wykonana jest głównie z twardego plastiku. Dozwolone rozmiary zależą od rodzaju gry i płci zawodników. Większa głębokość siatki dozwolona jest w grze mężczyzn.

### Rączka
Współczesne rączki kija do gry w lacrosse wykonywane są z rurki metalowej często o przekroju ośmiokątnym, aby zapewnić lepszy uchwyt. Większość wykonana jest z aluminium, tytanu, skandu lub ich stopów, ale nadal spotyka się rączki z drewna i włókna szklanego. Dolna część rączki pokryta jest taśmą i zamknięta zatyczką z gumy.